# Distretto di Manang (Satun)
Il distretto di Manang (in thailandese: มะนัง) è un distretto (amphoe) della Thailandia, situato nella provincia di Satun.